# VPBR-32 Koper
VPBR-32 Koper je bila druga fregata Jugoslovanske vojne mornarice. 
VPBR je srbohrvaški akronim Veliki Patruljni Brod (velika patruljna ladja). Gre za sovjetsko vojaško ladjo, ki je imela v Sovjetski zvezi oznako Projekt 1159 Delfin, pri Natu pa oznako Koni. Kupljena je bila leta 1982.

## Zgodovina
Leta 2007 je bila v Črni gori razrezana za staro železo, pogon in oborožitveni sistem oz. njegovi deli pa prodani v Libijo.